# NGC 1017
NGC 1017 (również PGC 9964) – galaktyka nieregularna (Im), znajdująca się w gwiazdozbiorze Wieloryba. Odkrył ją Lewis A. Swift 29 września 1886 roku.